# 新倉美子
新倉 美子（しんくら よしこ、1933年10月31日 - 2019年?）は、日本のジャズシンガー、女優。画廊経営者。苗字の読み方を「にいくら」とする資料もある。本名、池田美子。
俳優辰巳柳太郎の長女として大阪府に生まれる。青山学院高等部を経て日本ジャズ学校に学ぶ。1951年、NHKの『真昼の音楽』で歌手デビュー。
1957年に結婚して引退。1973年、東京青山に画廊「ギャルリー・しんくら」を開業。

## 人物・エピソード
- 新東宝での後輩筋にあたる前田通子が1960年に発表した手記によれば、当時の映画界にはあいさつを偏重するあまり「あいさつをしないヤツ」を徹底的に排除しようとする同調圧力があり、新倉はひどい近視であったためにおじぎを失することが多く、それがもとで様々な悪評をたてられ新東宝に居られなくなった[7]と記している。

## 出演映画
以下の公開年、作品名、監督名、製作会社、役名は特に記載がない限りKINENOTEに従った。

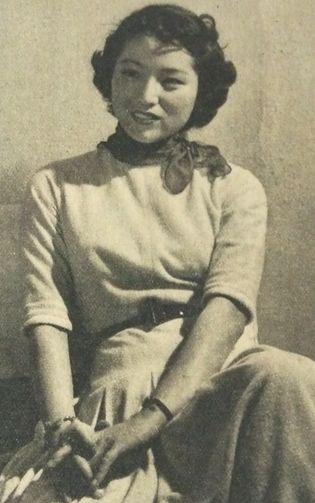
1954年

- 1953年 『薔薇と拳銃』 志村敏夫監督 新生プロ、東映東京 - 花世 役 [8]
- 1953年 『青春ジャズ娘』松林宗恵監督 新東宝 - 浅井俊子 役 [9]
- 1953年 『アチャコ青春手帳第四話 めでたく結婚の巻』 井上梅次監督 新東宝、吉本 - ジャズ・シンガア 役[10]
- 1953年 『明日はどっちだ』 長谷部慶治監督 エイトプロ、新東宝 [11]
- 1954年 『娘十六ジャズ祭り』井上梅次監督 新東宝 - 羽根美智子 役 [12]
- 1954年 『娘ごころは恥づかしうれし』 小森白監督 今村プロ[13] - 新婚の妻 役 [14]
- 1954年 『重盛君上京す』渡辺邦男監督 新東宝 - 香取光子 役 [15]
- 1954年 『君ゆえに』 野村浩将監督 新東宝 - 娘勝恵 役 [16]
- 1954年 『ジャズ・オン・パレード1954年 東京シンデレラ娘』 井上梅次監督 新東宝 - 啓子 役 [17]
- 1955年 『忍術児雷也』 萩原遼、加藤泰監督 新東宝 [18]
- 1955年 『逆襲大蛇丸』 加藤泰監督 新東宝 [19]
- 1955年 『森繁の新入社員』 渡辺邦男監督 新東宝 - 静香時子 役 [20]
- 1955年 『森繁のやりくり社員』 渡辺邦男監督 新東宝 - 谷間百合子 役 [21]
- 1956年 『極楽剣法 前篇 地獄剣の挑戦』 丸根賛太郎監督 日活 - 雪絵 役 [22]
- 1956年 『極楽剣法 後篇 月明の決戦』 丸根賛太郎監督 日活 - 雪絵 役 [23]
- 1956年 『快傑耶茶坊 前篇 流血島の鬼』[24] 丸根賛太郎監督 日活 - 細鍋 役 [25]
- 1956年 『快傑耶茶坊 後篇 絶海の死闘』[26] 丸根賛太郎監督 日活 - 細鍋 役 [25]

## シングル
- 1954年 「ヴァイア・コン・ディオス」[27]